# Forestville, Michigan
Forestville är en ort i Sanilac County i delstaten Michigan, USA.